# Druye
Pour les articles homonymes, voir Druyes.
Druye est une commune française de près de 1 000 habitants (Druyens, Druyennes) situé à une quinzaine de kilomètres au sud-ouest de Tours, dans le département d'Indre-et-Loire (région Centre-Val de Loire). Elle fait partie de la communauté d'agglomération Tour(s)Plus depuis le 1er janvier 2010, date à laquelle s'y est rattachée l'ancienne communauté de communes de La Confluence à laquelle elle appartenait jusqu'alors.

## Géographie

### Topographie
À une quinzaine de kilomètres au sud-ouest de Tours, elle s'étend sur un plateau à mi-chemin entre, au nord, la vallée de la Loire et du Cher (communes depuis Montlouis-sur-Loire), et au sud, celle de l'Indre.

### Hydrographie

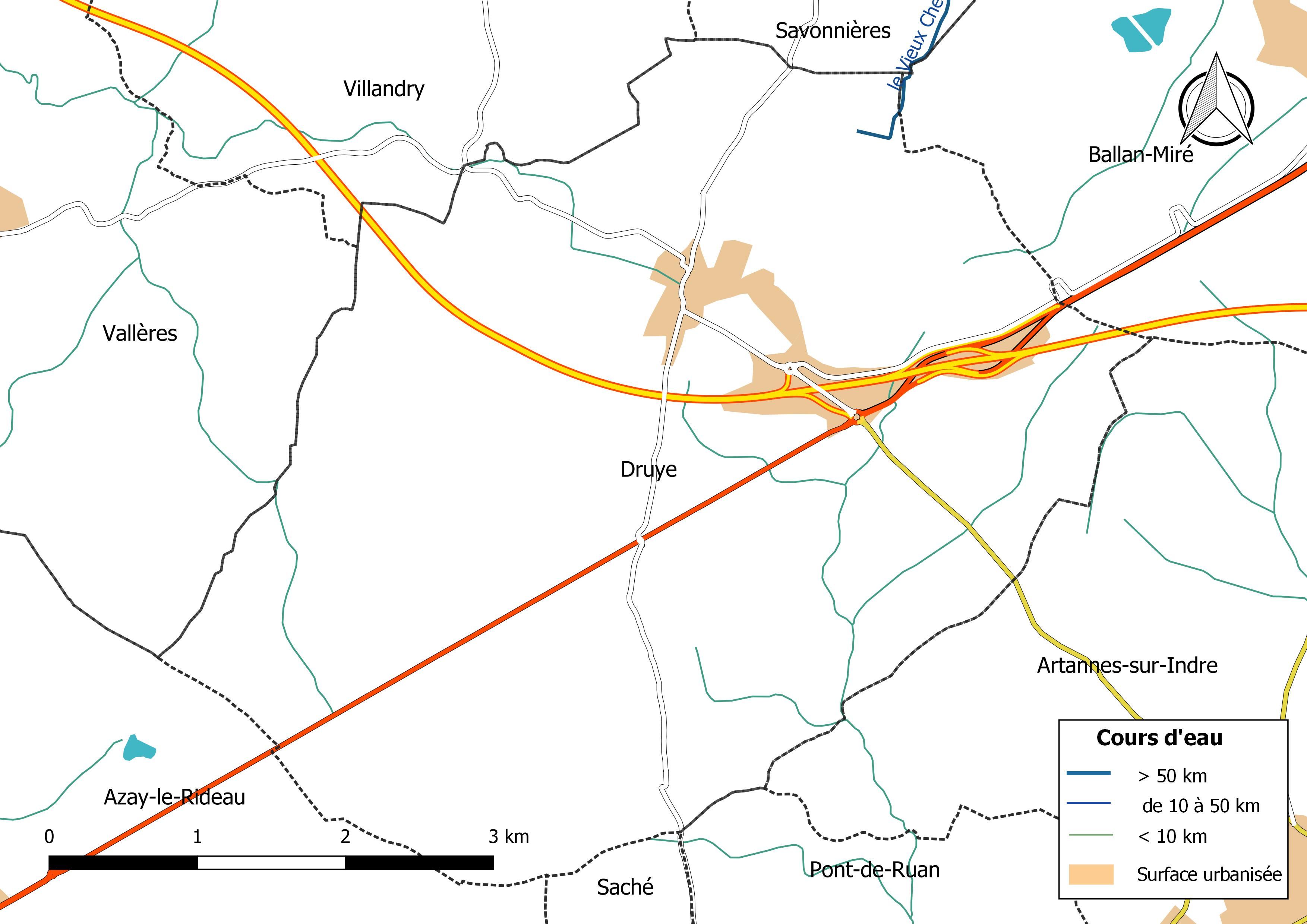
Réseau hydrographique de Druye.

Le réseau hydrographique communal, d'une longueur totale de 13,26 km, comprend un cours d'eau notable, le Vieux Cher (0,402 km), et dix petits cours d'eau pour certains temporaires,.
Le Vieux Cher, d'une longueur totale de 24,4 km, prend sa source dans la partie nord du territoire communal, s'écoule vers le nord et se jette dans la Loire à Bréhémont, après avoir traversé 8 communes. 
Sur le plan piscicole, le Vieux Cher est classé en deuxième catégorie piscicole. Le groupe biologique dominant est constitué essentiellement de poissons blancs (cyprinidés) et de carnassiers (brochet, sandre et perche).
En 2019, la commune est membre de Tours Métropole Val de Loire qui est elle-même adhérente au syndicat d'aménagement de la vallée de l'Indre. Créé par arrêté préfectoral du 12 septembre 1985 à la suite des crues historiques de décembre 1982 et janvier 1983, ce syndicat a pour vocation d'une part l'atteinte du bon état écologique des cours d'eau par des actions de restauration de zones humides et des cours d'eau, et d'autre part de participer à la lutte contre les inondations par des opérations de sensibilisation de la population ou de restauration et d'entretien sur le lit mineur, et sur les fossés situés dans le lit majeur de l'Indre appelés localement « boires », et de l'ensemble des cours d'eau du bassin versant de l'Indre.

### Climat
Pour des articles plus généraux, voir Climat du Centre-Val de Loire et Climat d'Indre-et-Loire.
En 2010, le climat de la commune est de type climat océanique altéré, selon une étude du CNRS s'appuyant sur une série de données couvrant la période 1971-2000. En 2020, Météo-France publie une typologie des climats de la France métropolitaine dans laquelle la commune est toujours exposée à un climat océanique altéré et est dans la région climatique Moyenne vallée de la Loire, caractérisée par une bonne insolation (1 850 h/an) et un été peu pluvieux.
Pour la période 1971-2000, la température annuelle moyenne est de 11,3 °C, avec une amplitude thermique annuelle de 14,7 °C. Le cumul annuel moyen de précipitations est de 711 mm, avec 11,4 jours de précipitations en janvier et 6,5 jours en juillet. Pour la période 1991-2020, la température moyenne annuelle observée sur la station météorologique de Météo-France la plus proche, sur la commune de Cheillé à 8 km à vol d'oiseau, est de 12,3 °C et le cumul annuel moyen de précipitations est de 778,9 mm,. Pour l'avenir, les paramètres climatiques de la commune estimés pour 2050 selon différents scénarios d'émission de gaz à effet de serre sont consultables sur un site dédié publié par Météo-France en novembre 2022.

## Urbanisme

### Typologie
Au 1er janvier 2024, Druye est catégorisée commune rurale à habitat dispersé, selon la nouvelle grille communale de densité à sept niveaux définie par l'Insee en 2022.
Elle est située hors unité urbaine. Par ailleurs la commune fait partie de l'aire d'attraction de Tours, dont elle est une commune de la couronne,. Cette aire, qui regroupe 162 communes, est catégorisée dans les aires de 200 000 à moins de 700 000 habitants,.

### Morphologie urbaine
La morphologie du bourg de Druye est atypique puisque structurée autour de deux pôles bien distincts, malgré leur relative proximité (autour de 200 mètres). Au nord, à l'intersection des routes de Villandry et Savonnières, on distingue le bourg villageois originel, au bâti le plus ancien et resserré, autour de l'église. Plus au sud, plus à proximité de la gare et à partir de son implantation (mise en service totale de la ligne de Tours aux Sables-d'Olonne en 1875), s'est développé un second « pôle » qui accueille aujourd'hui les principaux services du village : mairie, services postaux, école, bibliothèque, commerce, gare, de fait... Depuis les années 1960 et dans un mouvement concernant l'ensemble des communes périphériques des grandes agglomérations françaises, la population de Druye a assez fortement augmenté, réinvestissant le bâti "désaffecté", et s'installant au sein de pavillons neufs. L'ouverture en 2002 de la section routière à 4 voies entre Joué-lès-Tours et Druye (tronçon appartenant à ses origines au projet autoroutier A85), réduisant à une quinzaine de minutes le temps de parcours en voiture vers et depuis la ville soutient cette tendance à la périurbanisation de la commune, d'après le nom donné par les géographes au phénomène. Comme dans toutes les communes de France et des pays industrialisés en général concernées par cette tendance, l'extension urbaine se matérialise via l'érection de pavillons (maison non mitoyenne, au sein d'un terrain, le plus souvent clôturé en Europe), le long des axes routiers existants, ou au sein de lotissements entièrement neufs. A Druye, on note la rupture de ces nouveaux espaces, éclatés au sein des champs alentour, avec le bâti ramassé hérité. Les choix et la gestion municipales des révisions du Plan Local d'Urbanisme (notamment le zonage et changement d'affection des sols) expliquent cette physionomie étale en tache d'huile, où de nombreuses dents creuses sont apparentes.

### Occupation des sols
L'occupation des sols de la commune, telle qu'elle ressort de la base de données européenne d’occupation biophysique des sols Corine Land Cover (CLC), est marquée par l'importance des territoires agricoles (63,4 % en 2018), en diminution par rapport à 1990 (67,1 %). La répartition détaillée en 2018 est la suivante : 
terres arables (43,1 %), forêts (31,7 %), prairies (10,7 %), zones agricoles hétérogènes (9,6 %), zones industrielles ou commerciales et réseaux de communication (2,8 %), zones urbanisées (2,1 %). L'évolution de l’occupation des sols de la commune et de ses infrastructures peut être observée sur les différentes représentations cartographiques du territoire : la carte de Cassini (XVIIIe siècle), la carte d'état-major (1820-1866) et les cartes ou photos aériennes de l'IGN pour la période actuelle (1950 à aujourd'hui).

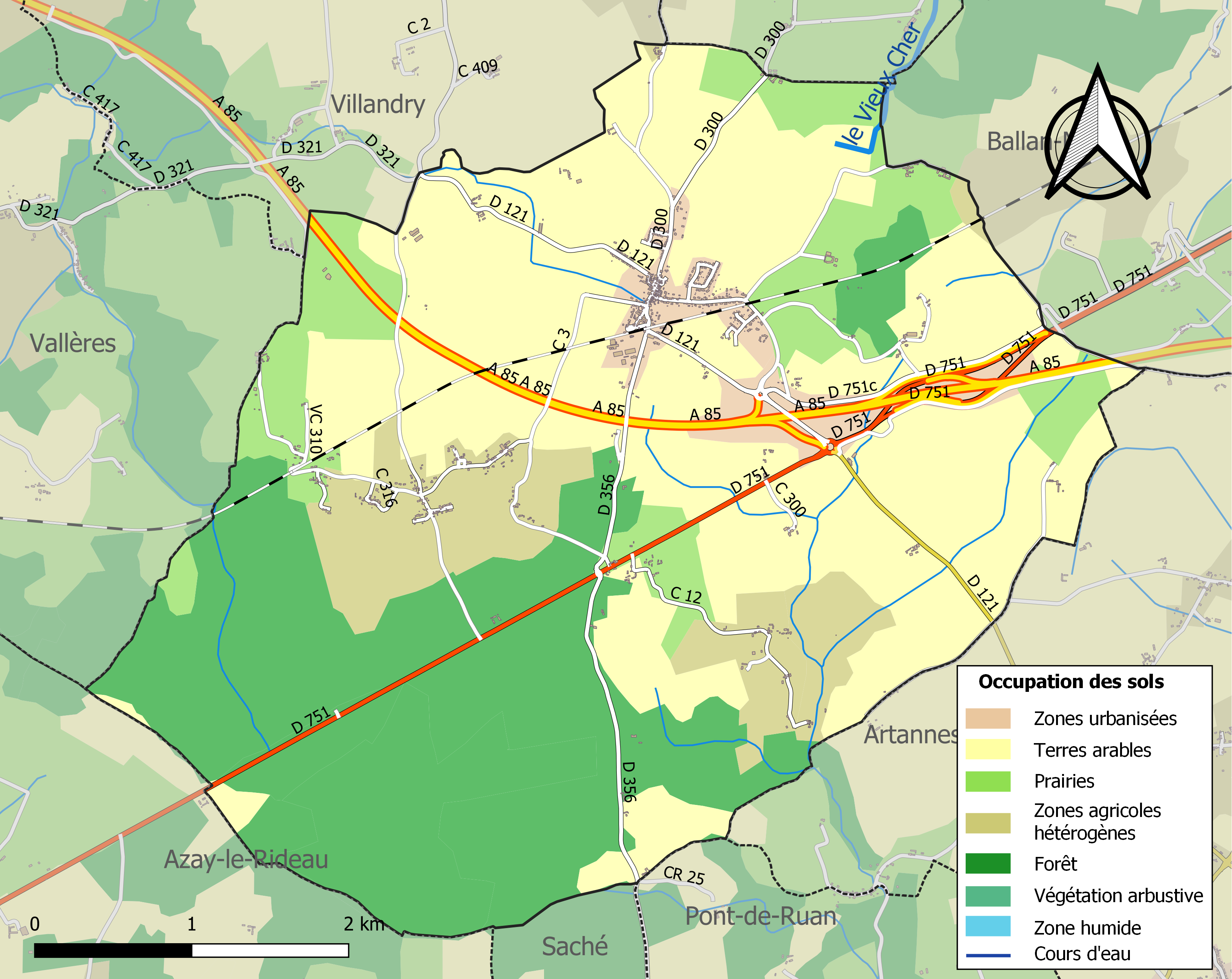
Carte des infrastructures et de l'occupation des sols de la commune en 2018 (CLC).

### Risques majeurs
Le territoire de la commune de Druye est vulnérable à différents aléas naturels : météorologiques (tempête, orage, neige, grand froid, canicule ou sécheresse), feux de forêts et séisme (sismicité faible). Un site publié par le BRGM permet d'évaluer simplement et rapidement les risques d'un bien localisé soit par son adresse soit par le numéro de sa parcelle.
Pour anticiper une remontée des risques de feux de forêt et de végétation vers le nord de la France en lien avec le dérèglement climatique, les services de l’État en région Centre-Val de Loire (DREAL, DRAAF, DDT) avec les SDIS ont réalisé en 2021 un atlas régional du risque de feux de forêt, permettant d’améliorer la connaissance sur les massifs les plus exposés. La commune, étant pour partie dans le massif de Villandry, est classée au niveau de risque 3, sur une échelle qui en comporte quatre (1 étant le niveau maximal).

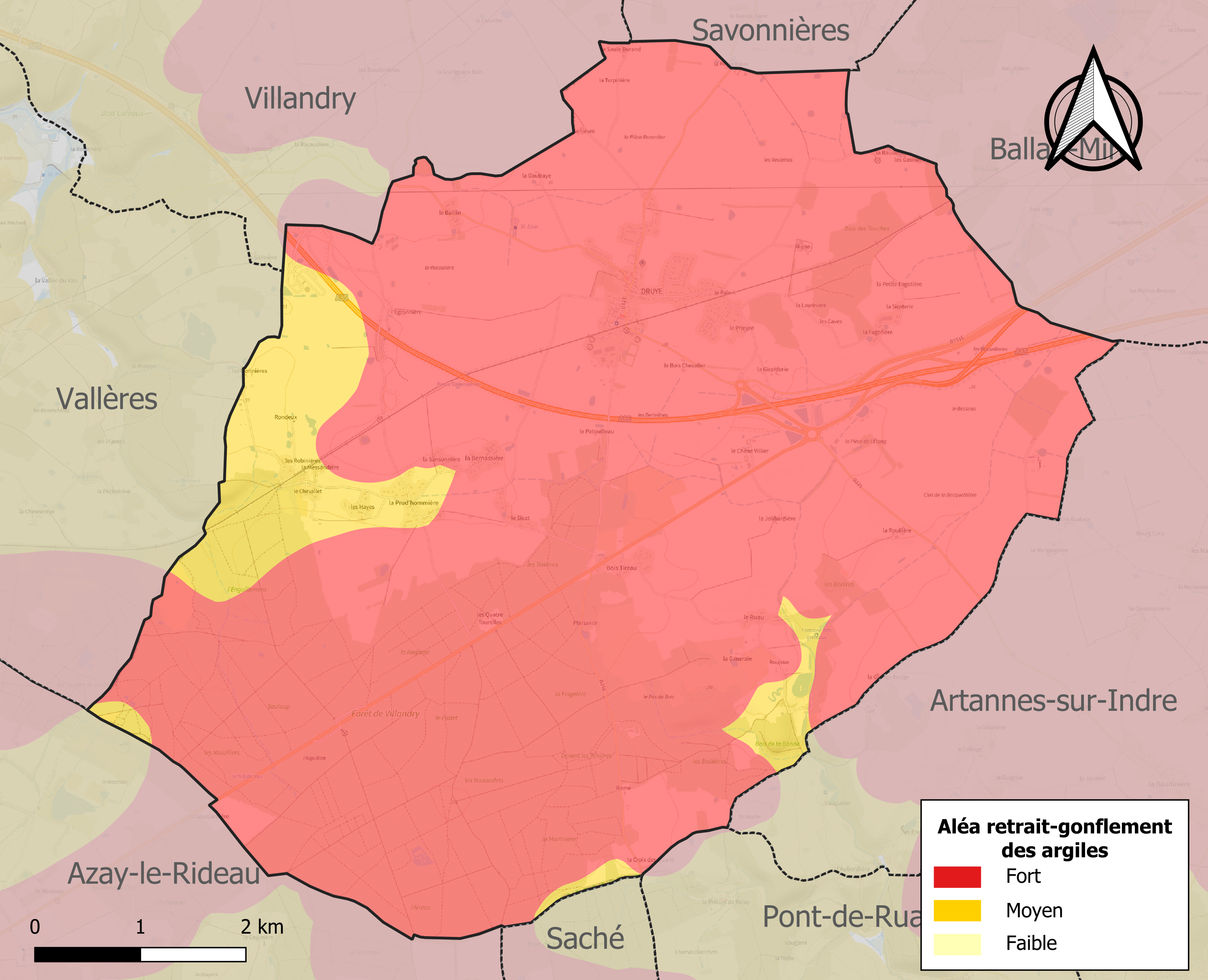
Carte des zones d'aléa retrait-gonflement des sols argileux de Druye.

Le retrait-gonflement des sols argileux est susceptible d'engendrer des dommages importants aux bâtiments en cas d’alternance de périodes de sécheresse et de pluie. La totalité de la commune est en aléa moyen ou fort (90,2 % au niveau départemental et 48,5 % au niveau national). Sur les 386 bâtiments dénombrés sur la commune en 2019, 386 sont en aléa moyen ou fort, soit 100 %, à comparer aux 91 % au niveau départemental et 54 % au niveau national. Une cartographie de l'exposition du territoire national au retrait gonflement des sols argileux est disponible sur le site du BRGM,.
Concernant les mouvements de terrains, la commune a été reconnue en état de catastrophe naturelle au titre des dommages causés par la sécheresse en 1990, 1992, 2005, 2011 et 2017 et par des mouvements de terrain en 1999.

## Toponymie
Le nom serait d’origine gauloise, et demeure inexpliqué. Suivent ici plusieurs mentions du nom du lieu sous différentes formes au Moyen Âge : Droe, 1080 (cartulaire de Noyers, charte 79) ; Drui, 1081 (cartulaire de Noyers, charte 89) ; Dreia, 1100 (Cartulaire de Fontevraud) ; Druium, 1104 (cartulaire de Noyers, charte 319) ; Droé, 1164 (cartulaire de Noyers, charte 594) ; Petrus dictus Rex, de parrochia de Drous, 1247 (A.N.-JJ 274, Querimoniae Turonum, no 118) ; Stephanus Remuceau, de Droes, 1247 (A.N.-JJ 274, Querimoniae Turonum, no 424) ; Guillermus Harpin, de Droes, 1247 (A.N.-JJ 274, Querimoniae Turonum, no 427) ; Stephanus Remuceiau, de parrochia de Droes, 1247 (A.N.-JJ 274, Querimoniae Turonum, no 1304) ; Petrus dictus Rex, de parrochia de Drous, 1247 (A.N.-JJ 274, Querimoniae Turonum, no 1322) ; En la parroisse de Druys, 26 septembre 1313 (cartulaire de l’archevêché de Tours, t. 2, p. 128, charte 234) ; En la parroisse de Drues, août 1314 (cartulaire de l’archevêché de Tours, t. 2, p. 89, charte 205) ; En la parroisse de Druex, vers 1314 (cartulaire de l’archevêché de Tours, t. 2, p. 152, charte 242) ; Druye, XVIIIe s. (carte de Cassini).

## Politique et administration

### Présidence du conseil municipal depuis 2001
| Période                                  | Période   | Identité          | Étiquette | Qualité       |
| ---------------------------------------- | --------- | ----------------- | --------- | ------------- |
| mars 2001                                | mars 2008 | Michel Boiron     |           | Agriculteur   |
| mars 2008                                | mars 2014 | Suzanne Varanne   |           |               |
| mars 2014                                | en cours  | Corinne Chailleux | DVD       | Fonctionnaire |
| Les données manquantes sont à compléter. |           |                   |           |               |

### Tendances politiques
| Scrutin             | Scrutin             | 1er tour | 1er tour | 1er tour | 1er tour | 1er tour | 1er tour | 1er tour | 1er tour | 1er tour | 1er tour | 1er tour | 1er tour | 2d tour | 2d tour | 2d tour | 2d tour | 2d tour  | 2d tour |
| Scrutin             | Scrutin             | 1er      | 1er      | %        | 2e       | 2e       | %        | 3e       | 3e       | %        | 4e       | 4e       | %        | 1er     | 1er     | %       | 2e      | 2e       | %       |
| ------------------- | ------------------- | -------- | -------- | -------- | -------- | -------- | -------- | -------- | -------- | -------- | -------- | -------- | -------- | ------- | ------- | ------- | ------- | -------- | ------- |
| Présidentielle 2017 | Présidentielle 2017 |          | FN       | 25,00    |          | LR       | 21,08    |          | EM       | 20,52    |          | LFI      | 16,04    |         | EM      | 61,35   |         | FN       | 38,65   |
| Présidentielle 2022 | Présidentielle 2022 |          | LREM     | 33,39    |          | RN       | 24,75    |          | LFI      | 16,61    |          | EELV     | 4,82     |         | LREM    | 57,98   |         | RN       | 42,02   |
| Législatives 2022   | 4e                  |          | RE-Ens   | 30,87    |          | PS-Nupes | 25,14    |          | RN       | 24,04    |          | ECO      | 7,65     |         | RE-Ens  | 54,49   |         | PS-Nupes | 45,51   |
| Législatives 2024   | 4e                  |          | RN       | 37,43    |          | PS-NFP   | 28,26    |          | RE-Ens   | 25,32    |          | LR       | 7,89     |         | PS-NFP  | 54,05   |         | RN       | 45,95   |

## Population et société

### Démographie
L'évolution du nombre d'habitants est connue à travers les recensements de la population effectués dans la commune depuis 1793. Pour les communes de moins de 10 000 habitants, une enquête de recensement portant sur toute la population est réalisée tous les cinq ans, les populations de référence des années intermédiaires étant quant à elles estimées par interpolation ou extrapolation. Pour la commune, le premier recensement exhaustif entrant dans le cadre du nouveau dispositif a été réalisé en 2008.

En 2022, la commune comptait 999 habitants, en évolution de +3,95 % par rapport à 2016 (Indre-et-Loire : +1,67 %, France hors Mayotte : +2,11 %).
| 1793 | 1800 | 1806 | 1821 | 1831 | 1836 | 1841 | 1846 | 1851 |
| ---- | ---- | ---- | ---- | ---- | ---- | ---- | ---- | ---- |
| 640  | 601  | 559  | 603  | 543  | 611  | 608  | 601  | 616  |

| 1856 | 1861 | 1866 | 1872 | 1876 | 1881 | 1886 | 1891 | 1896 |
| ---- | ---- | ---- | ---- | ---- | ---- | ---- | ---- | ---- |
| 605  | 582  | 577  | 550  | 559  | 552  | 586  | 597  | 600  |

| 1901 | 1906 | 1911 | 1921 | 1926 | 1931 | 1936 | 1946 | 1954 |
| ---- | ---- | ---- | ---- | ---- | ---- | ---- | ---- | ---- |
| 601  | 587  | 586  | 526  | 513  | 488  | 501  | 473  | 436  |

| 1962 | 1968 | 1975 | 1982 | 1990 | 1999 | 2006 | 2008 | 2013 |
| ---- | ---- | ---- | ---- | ---- | ---- | ---- | ---- | ---- |
| 495  | 466  | 530  | 578  | 681  | 721  | 845  | 883  | 975  |

| 2018 | 2022 | - | - | - | - | - | - | - |
| ---- | ---- | - | - | - | - | - | - | - |
| 940  | 999  | - | - | - | - | - | - | - |

On constate à partir des années 1950, le début de l'accroissement de la population lié à la périurbanisation.

### Enseignement
Druye se situe dans l'Académie d'Orléans-Tours (Zone B) et dans la circonscription de Joué-les-Tours.
L'école primaire accueille les élèves de la commune.

## Culture locale et patrimoine

### Lieux et monuments

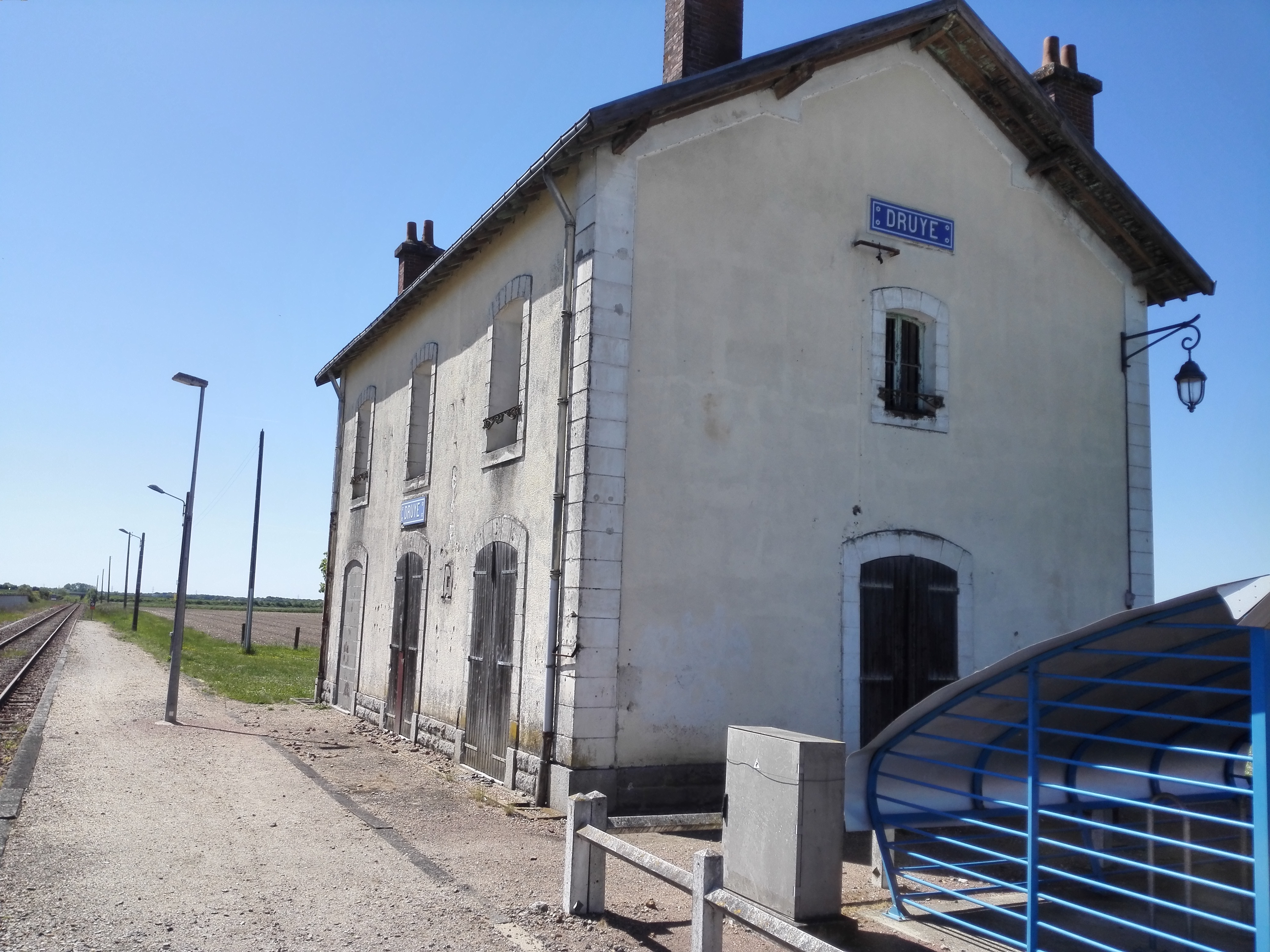
La gare de Druye, en 2015.

#### Église Saint-Pierre de Druye
Les premières traces documentaires connues de l'église Saint-Pierre de Druye (la seule du village) remontent à 1081. La forme du bâtiment actuel date pour l'essentiel du siècle suivant. Des modifications y sont apportées au XVIe siècle mais ont aujourd'hui disparu. Le clocher est construit au XVIIIe siècle.
À l'intérieur, les fresques murales inspirées de celles que l'on pouvait peindre dans les édifices religieux au Moyen Âge sont l'œuvre d'un prêtre, au début du XXe siècle. On peut également y observer une Vierge sculptée en taille conforme et peinte du XVe siècle.

#### Autres
- Le manoir de La Becthière

### Personnalités liées à la commune
- Robert Liottel (1885-1968), escrimeur, champion olympique et champion du monde à l'épée, est mort à Druye.